# 태안읍 (화성시)
태안읍(台安邑)은 1985년부터 2005년까지 존재했던 경기도 화성군과 화성시의 행정구역이다. 읍 폐지와 함께 진안동, 병점1동, 병점2동, 반월동, 기배동, 화산동의 6개 행정동으로 분할되었다.
현재의 화성시 동부의 동(洞) 지역(동탄1·2·4·5·6·7·8·9동 제외)에 해당하며, 북쪽의 수원시와 남쪽의 오산시 사이에 있었고, 동쪽으로는 동탄동, 용인시와 서쪽으로는 봉담읍, 정남면과 접했다. 오늘날 이 지역은 통상 병점으로 불린다.

## 역사
- 조선시대 : 경기도 수원군 태촌면(台村面), 장주면(章洲面), 안녕면(安寧面), 용복면(龍伏面)
- 1895년 6월 23일(음력 윤5월 1일) : 인천부 수원군 태촌면, 장주면, 안녕면, 용복면[1]
- 1896년 8월 4일 : 경기도 수원군 태촌면, 장주면, 안녕면, 용복면[2]
- 1914년 4월 1일 : 경기도 수원군 태장면(台章面), 안룡면(安龍面)[3]

| 면     | 동·리 | 면     | 리                                                         |
| ------ | --- | ------ | ---------------------------------------------------------- |
| 태촌면 | 곡구봉동·안화동, 진안리, 기산리·능동 일부, 당곡·반월리·작교, 개라리·양산리·신대리·당현·능동 일부, 망포리·우문리          | 태장면 | 병점리, 진안리, 기산리, 반월리, 능리, 망포리               |
| 장주면 | 권선리, 매탄·산남리, 원천, 영통, 신촌                                                                                    | 태장면 | 권선리, 매탄리, 원천리, 영통리, 신리                       |
| 남부면 | 지동·구천동 일부, 인계·우만리·구천동 일부                                                                                | 태장면 | 지리, 인계리                                               |
| 남부면 | 상유천·세동·산루동 일부·안녕면 독산리, 평촌·중보리·지장동 일부, 향목동·장지동·하류천                                     | 안룡면 | 세리, 평리, 장지리                                         |
| 안녕면 | 안녕리·문시면 석곶동, 동작현·송산동·서작동, 황계동·점촌·통산리, 배양동·문시면 배양동, 중반정·하반정, 곡반정, 대황교·간촌 | 안룡면 | 안녕리, 송산리, 황계리, 배양리, 반정리, 곡반정리, 대황교리 |
| 용복면 | 기안동·와우동, 고색리·중보평·남부면 지장동 일부, 오목천·고사촌                                                           | 안룡면 | 기안리, 고색리, 오목천리                                   |

* 밑줄 친 곳은 화성시 태안읍의 법정리
- 1936년 10월 1일 : 태장면 지리, 인계리 및 안룡면 세리, 평리 일부가 수원읍에 편입되었다.[4]
- 1949년 8월 14일 : 수원군이 화성군으로 개칭. 경기도 화성군 태장면, 안룡면[5]
- 1963년 1월 1일 : 태장면과 안룡면의 일부가 수원시에 편입하고, 나머지는 태안면(台安面)으로 합면.[6] (14법정리)

| 법률 제1175호 시·군관할구역변경및면의폐치에관한법률 |                                                            |               |
| 구 행정구역                                         | 구 행정구역                                                | 신 행정구역   |
| 화성군 태장면                                       | 병점리, 진안리, 기산리, 반월리, 능리, 영통리, 신리, 망포리 | 화성군 태안면 |
| 화성군 안룡면                                       | 안녕리, 송산리, 황계리, 기안리, 배양리, 반정리             | 화성군 태안면 |
| 화성군 안룡면                                       | 평리, 장지리, 곡반정리, 대황교리, 고색리, 오목천리         | 수원시 일부   |
| 화성군 태장면                                       | 권선리, 매탄리, 원천리                                     | 수원시 일부   |

- 1985년 10월 1일 : 읍 승격. 경기도 화성군 태안읍[7]
- 1994년 12월 26일 : 영통리, 신리 일부, 망포리 일부가 수원시 팔달구에 편입[8] (13법정리)
- 1995년 4월 20일 : 신리, 망포리가 수원시 팔달구에 편입[9] (11법정리)
- 2001년 3월 21일 : 화성, 시 승격. 경기도 화성시 태안읍[10]
- 2006년 1월 2일 : 태안읍 폐지. 6개 행정동으로 분리·전환[11]

| 구 행정구역 | 구 행정구역                  | 신 행정구역      | 신 행정구역                      |
| 읍          | 법정리                       | 행정동           | 법정동                           |
| ----------- | ---------------------------- | ---------------- | -------------------------------- |
| 태안읍      | 병점리                       | 병점1동, 병점2동 | 병점동                           |
| 태안읍      | 진안리, 기산리, 능리, 반정리 | 진안동           | 진안동, 기산동, 능동,[12] 반정동 |
| 태안읍      | 반월리                       | 반월동           | 반월동                           |
| 태안읍      | 안녕리, 송산리, 황계리       | 화산동           | 안녕동, 송산동, 황계동           |
| 태안읍      | 기안리, 배양리               | 기배동           | 기안동, 배양동                   |

## 교통
- 수도권 전철 1호선(경부선) 병점역
- 국도 제1호선이 병점1동, 진안동, 화산동의 중심부를 관통하여 지나간다.
- 경부고속도로 기흥동탄 나들목

## 문화재
무봉산, 서호, 용주사, 창성사, 봉령사, 청련암, 건릉, 융릉, 항미정 등의 문화재가 위치하고 있다.